# Розслідування ВАДА щодо державної програми допінгу в Росії

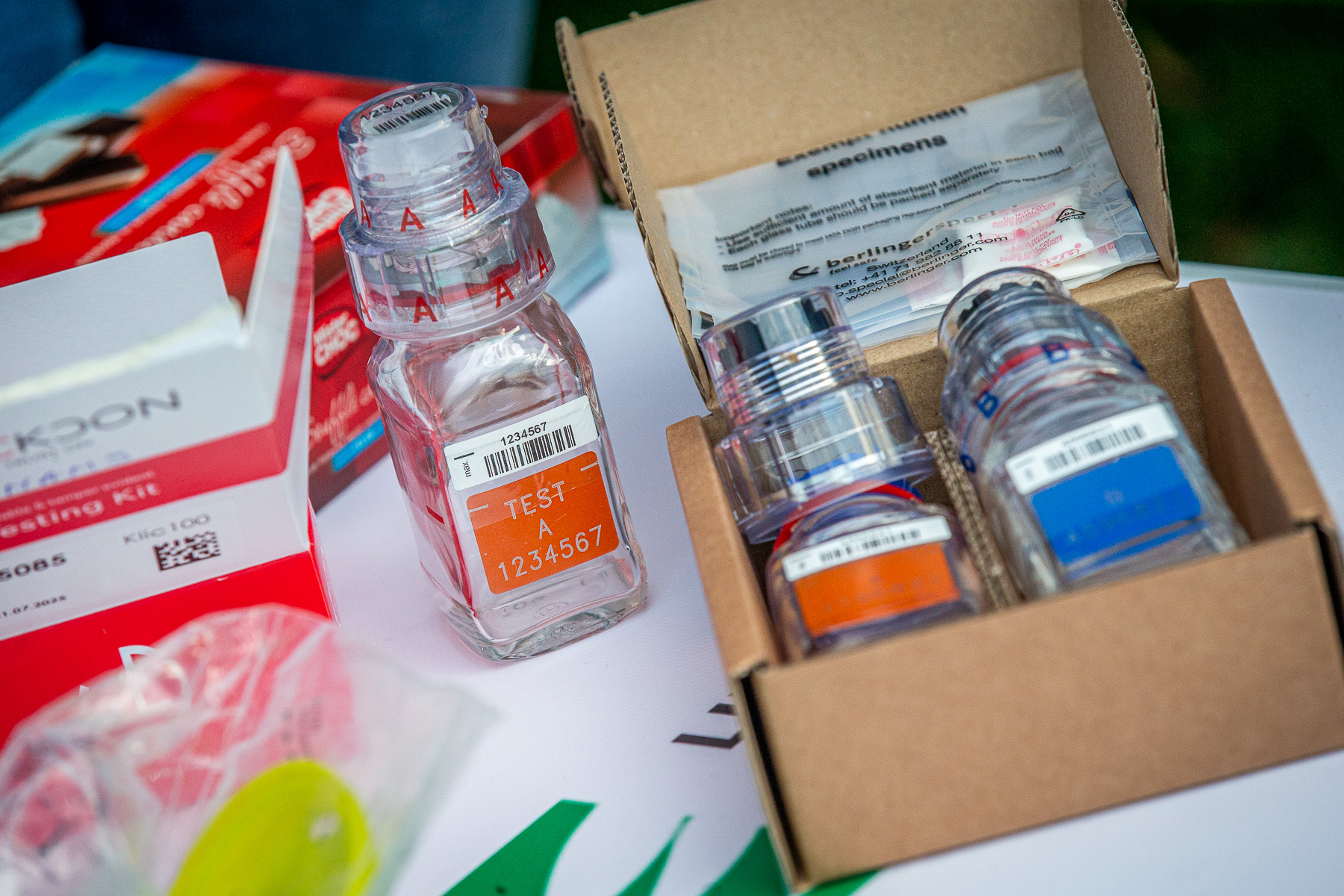

Розслідування ВАДА щодо державної програми допінгу в Росії — комплекс заходів, проведений Всесвітнім антидопінговим агентством щодо системних порушень російськими державними установами та спортсменами заборонених для використання спротсменами речовин.
Приводом для початку проведення розслідування стали чисельні викриті на Олімпіаді-2014 в Сочі випадки використання російськими спортсменами допінгу.

## Державна система допінгу в російському спорті
ВАДА за результатами розслідування дійшло висновків, що міністерство спорту Росії визначало спортсменів, для яких необхідно приховавши позитивні допінг-проби та на зимових Олімпійських іграх 2014 року організувало заміни зразків зі слідами допінгу на чисті.

## Розслідування ВАДА